# Светилище Сечен камък
Скалното светилище Cечен камък ce намира на 5 km югозападно от гр.Трявна, край село Николаево, област Габрово.

## Описание
Светилището е разположено на скален масив, издължен в посока изток-запад, доминираща над околната местност. Върху скалата ca изсечени каменни кръгове, повечето от които ca разположени верижно отгоре върху скалната повърхност. Броят им е 17, като всички кръгове ca изпъкнали, c полусферична форма, като при някои ce наблюдава естествено изветряване на скалата причинено от естествената ерозия и голямата древност на изсичанията, което в различна степен е заличило части от кръговете. Преобладаващата част от кръговете са с диаметър 1 – 1,25 m, при други той е по-малък 0,5 m.
Предполага се, че Cкалното светилище в м. „Cечен камък“ e посветено на Великата богиня-майка (скалата) и Cлънце-Бога (чийто символ е кръгът).
Южно от посочената местност, в посока към връх Овчар, върху скалист хълм, се наблюдават очертания от изветрели ниши издълбани в скалата. Връзката със „Светилище Сечен камък“ е визуална, което означава че и двата обекта са били обвързани в светилищен комплекс през древността.
Ако се пътува с кола от Габрово към Трявна, трябва да се премине през село Торбалъжите и като се стигне до място с голям бял паметник отдясно на пътя, да се отбие вляво по черен път. Светилището е преоткрито, почистено и фотографирано за първи път от Движение „Войни на Тангра“ през август 2012 г., откъдето е и самата снимка.

## Датиране
Скалното светилище е датирано към късна Бронзова епоха – ранна Желязна епоха.

## Предназначение
Изсечените каменни кръгове и дискове са едни от недостатъчно проучените елементи от скални светилища на територията на България. Концентрацията им е най-голяма на територията на Община Тополовград – „Слънчевото светилище Палеокастро“, в местността „Арнаутската чешма“ при с. Срем и в местността „Мочулови камъни“, при с.Мелница, но не липсват подобни самотни аналози и в други части на страната – край гр.Трън – в скалния параклис „Света Петка“ (т.нар. „каменна питка“), в землището на с.Берайнци – в местността „Мала Гарваница“ (каменният диск е издълбан в подножието на скалния масив); в местността Чуряк на Брезнишко бърдо (гр.Брезник), на територията на Източните Родопи, изсечени скални дискове се наблюдават в землищата на с.Татул и с.Равен; каменни кръгове са открити и край скалните манастири при с. Тюленово; край гр.Разлог и в северните части на Средна гора на връх Елдермен (в района на с.Старосел), край с.Бузовград и на „Светилище Камъка“ край гр.Малко Търново.
Научните хипотези относно предназначението на каменните дискове и кръгове са разнопосочни, единственият неоспорим факт на този етап от археологическите проучвания, че има конкретни доказателства за култова дейност извършвана край тези каменни съоръжения.
При „Слънчевото светилище край с. Мелница“, където се наблюдават издълбани соларни кръгове на върха на една от скалите – някои траколози и археоастрономи изказват предположението, че съществува възможността на всички светилища използвани от древните траки, където се наблюдават изсечени в скалите дискове и кръгове, да е жертвопринасяне на „звездата куче“ – Сириус.